# Anna and the Apocalypse
Anna and the Apocalypse es una película escocesa navideña de zombis y musical dirigida por John McPhail y escrita por Alan McDonald y Ryan McHenry. La película está basada en el corto de 2010 y ganador del BAFTA Zombie Musical. La película se estrenó en el Fantastic Fest el 22 de septiembre de 2017. Orion Pictures estrenó la película en Estados Unidos de forma limitada en cines el 30 de noviembre de 2018 y lo ampliará a nivel nacional el 7 de diciembre de 2018.

## Sinopsis
Un apocalipsis zombi se cierne sobre un apacible pueblo en Navidad. Anna, una adolescente, y sus amigos de la escuela secundaria tendrán que luchar, cantar y bailar para salir indemnes de los ataques de las hordas de muertos vivientes.

## Reparto
- Ella Hunt como Anna.
- Malcolm Cumming como Juan.
- Sarah Swire como Steph.
- Christopher Leveaux como Chris.
- Ben Wiggins como Nick.
- Marli Siu como Lisa.
- Mark Benton como Tony.
- Paul Kaye como Savage.
- Calum Cormack como Santa Claus.
- Euan Bennet como Jake.
- Sean Connor como Graham.
- Janet Lawson como la Señora Hinzmann.
- Kirsty Strain como la Señora Wright.
- Ella Jarvis como Katie.
- David Friel como Paramédico.

## Estreno
Anna and the Apocalypse tuvo su estreno mundial en el Fantastic Fest el 22 de septiembre de 2017. El 5 de octubre de 2017, la película tuvo su Estreno Europeo en el Festival de Cine de Sitges en Cataluña, España. El 10 de enero de 2018, la película fue adquirida para su distribución en América del Norte y América Latina por Orion Pictures, con planes para estrenarla para la temporada de fiestas de 2018. El film se estrenó en Estados Unidos el 30 de noviembre, de manera limitada, con una expansión a nivel nacional el 7 de diciembre.

## Recepción
Anna and the Apocalypse ha recibido reseñas generalmente positivas de parte de la crítica y mixtas de la audiencia. En el sitio web especializado Rotten Tomatoes, la película posee una aprobación de 77%, basada en 125 reseñas, con una calificación de 6.7/10 y con un consenso que dice: "Anna and the Apocalypse encuentra cerebros frescos y mucho corazón en el abarrotado género de zombis - por no mencionar una divertida mezcla de géneros poblada por personajes enraizados. De parte de la audiencia tiene una aprobación de 62%, basada en más de 1000 votos, con una calificación de 3.5/5.
El sitio web Metacritic le ha dado a la película una puntuación de 63 de 100, basada en 27 reseñas, indicando "reseñas generalmente favorables". En el sitio IMDb los usuarios le han dado una calificación de 6.0/10, sobre la base de 13 517 votos. En la página FilmAffinity la cinta tiene una calificación de 5.0/10, basada en 1446 votos.